# XO Team
XO Team — российский тиктокерский дом. Был основан видеоблогерами Германом Черных и Мари Сенн. Начал работу 4 апреля 2020 года.

## История
Идея тиктокерского дома — дома, в котором живут и вместе снимают ролики популярные тиктокеры — возникла в США. Первый в мире тиктокерский дом — Hype House — открылся в декабре 2019 года. По его образу и был создан XO Team, ставший вторым подобным проектом в России. Основали его ютуберы Гэри Грей и Мари Сенн. 
Дом расположился в Москва-Сити и представлял собой большую квартиру в которой жили один из продюсеров и несколько участников. Свою совместную жизнь они освещали в социальных сетях и видеохостингах. 
Проект официально стартовал 4 апреля, когда на TikTok было загружено первое видео, где рассказано о том, что будет происходить на этом аккаунте. 
По состоянию на 4 апреля 2020 года в тиктокерском доме состояли 13 тиктокеров от 16 до 26 лет: Герман Черных, Ева Миллер, Мари Сенн, Николай Пак, Алиша Коне, Чана Ник, Влад Хошин, Анна Калашник, Макс Мерш, Кристи Крайм, Макс Немцев, Тимур Сорокин, Фатхия Хакова.
14 ноября 2020 года на канале «XO Team» в видеохостинге YouTube начался показ нового реалити-шоу команды «XO Team: Reality».    
В апреле 2021 года была объявлена коллаборация команды с интернет-магазином «OZON», в рамках которой участники покупают различные товары в маркетплейсе за лайки и обустраивают дом.
17 апреля 2021 года в эфир телеканала Nickelodeon Россия вышел финальный эпизод первого сезона шоу «Герой дома» с блогерами команды XO Team.

## Участники

### Текущие участники
| Участник     | Настоящее имя       | Страна    | Количество подписчиков в TikTok на 06.09.2021 | Годы        | Род деятельности                        |
| ------------ | ------------------- | --------- | --------------------------------------------- | ----------- | --------------------------------------- |
| Gary Grey    | Герман Черных       | Россия    | 3 млн                                         | С 2020 года | Продюсер, певец, участник, основатель   |
| Mary Senn    | Рокхая-Мари Сенн    | Украина   | 4,3 млн                                       | С 2020 года | Продюсер, певица, участница, основатель |
| TIM          | Тимур Сорокин       | Беларусь  | 3,1 млн                                       | С 2020 года | Участник, певец                         |
| Макс Немцев  | Максим Немцев       | Россия    | 3,2 млн                                       | С 2020 года | Участник, бывший танцор TODES           |
| Chanderland  | Чана Ник            | Россия    | 2,2 млн                                       | С 2020 года | Участница                               |
| Alisha       | Алиша Коне          | Россия    | 1,4 млн                                       | С 2020 года | Участница, певица                       |
| Кристи Крайм | Кристина Коснырёва  | Россия    | 2,7 млн                                       | С 2020 года | Участница, певица                       |
| Даша Джакели | Дарья Джакели       | Россия    | 1,4 млн                                       | С 2020 года | Участница                               |
| Володя XXL   | Владимир Горяинов   | Россия    | 3,9 млн                                       | С 2020 года | Участник,певец                          |
| Bad Barbie   | Анастасия Чернышева | Россия    | 2,3 млн                                       | С 2021 года | Участница, певица                       |
| Elsarca      | Эльза Арсанова      | Казахстан | 3,1 млн                                       | С 2021 года | Участница, художница                    |
| Данил Бум    | Данила Галинцкий    | Украина   | 3,1 млн                                       | С 2021 года | Участник                                |
| BEEMBI       | Никита Усеев        | Украина   | 1,5 млн                                       | С 2021 года | Участник, певец                         |
| Kika Kim     | Кристина Ким        | Казахстан | 14 млн                                        | С 2021 года | Участница                               |

### Бывшие участники
| Участник        | Настоящее имя       | Количество подписчиков в TikTok на 06.09.2021 | Страна    | Годы     |
| --------------- | ------------------- | --------------------------------------------- | --------- | -------- |
| Фая             | Фатхия Хакова       | 2,4 млн                                       | Казахстан | 2020 год |
| Мимимижка       | Никита Авдеев       | 5,4 млн                                       | Россия    | 2020 год |
| Макс Мерш       | Максим Мерш         | 1,5 млн                                       | Россия    | 2020 год |
| Hahadetka       | Анна Калашник       | 6,2 млн                                       | Россия    |          |
| Ева Миллер      | Ева Валеева         | 3,3 млн                                       | Россия    |          |
| Владимир Гусков | —                   | 1,2 млн                                       | Россия    | 2021 год |
| Никита Мусатов  | —                   | 1,6 млн                                       | Россия    | 2021 год |
| Мишель Кеннелли | —                   | 5,6 млн                                       | Россия    | 2021 год |
| flaffyx         | Иса Шенгелия        | 5,3 млн                                       | Россия    | 2021 год |
| СЛАКИС          | Максим Словиков     | 1,4 млн                                       | Россия    | 2021 год |
| Лиза Василенко  | Елизавета Василенко | 5,7 млн                                       | Украина   | 2021 год |
| Влад Хошин      | Владислав Хошин     | 3,1 млн                                       | Украина   | 2021 год |
| Коля Пак        | Николай Пак         | 395 тыс.                                      | Россия    | 2021 год |
| Марк Макаров    | —                   | 746 тыс.                                      | Украина   | 2021 год |

Nevada     Вероника Костей 11.5 млн.Украина 

## Награды и номинации
| Год  | Премия                          | Результат | Ист.          |
| ---- | ------------------------------- | --------- | ------------- |
| 2021 | Nickelodeon Kids’ Choice Awards | Номинация | [ 17 ] [ 18 ] |